# ТЕЦ Андрихув (Гута Ченстохова)
50°47′43″ пн. ш. 19°10′52″ сх. д. / 50.79528° пн. ш. 19.18111° сх. д.
ТЕЦ Андрихув (Гута Ченстохова) — теплоелектроцентраль на південному заході Польщі в місті Ченстохова.
Теплоелектроцентраль на східній околиці Ченстохової належала металургійному комбінату Гута Ченстохова (котрий у 2003-му був викуплений українською компанією ІСД та отримав відповідне доповнення до своєї назви). В 2007-му під час реструктуризації ТЕЦ виділили зі складу комбінату, після чого нею стала опікуватись компанія ELSEN S.A. Станом на початок 2010-х станція забезпечувала біля 30 % потреб Ченстохової у тепловій енергії.
Окрім покриття комунальних потреб, вона постачала технологічну пару сусіднім металургійному виробництву та коксохімічному заводу Ченстохова-Нова.
Станція має чотири вугільні парові котли OKPG-60 загальною потужністю 190 МВт, три з яких встановили у 1950-х, а ще один в 1980-х. Окрім основного палива вони також споживають певні об'єми коксового газу, подача якого залежить від режиму роботи КХЗ (19 % у 2007-му, 6 % у 2009-му). В 2011-му один з котлів перевели на спалювання біомаси, для якої призначені 4 із 6 його пальників (два інші газові). Також існує водогрійний котел на мазуті та природному газі PTWM-100 (встановлений у 1970-х), котрий працює лише в піковому режимі під час сильних морозів.
Для виробництва електричної енергії на ТЕЦ встановлено дві турбіни: з 2000-го працює виріб компанії Siemens потужністю 12 МВт, а у 2010-му встановили турбіну  AEG потужністю 10 МВт. В середині 2010-х річна виробітка електроенергії коливалась від 35 до 39 млн кВт-год.
В 2018-му власник ТЕЦ підписав з компанією Siemens угоду про постачання ще однієї турбіни потужністю 14 МВт.